# Robert Petitmermet
Robert Petitmermet, né à La Sagne le 8 juin 1886 (originaire d'Yvorne) et mort le 27 juin 1976 à Lausanne, est un juriste et belletrien vaudois.

## Biographie
Fils d'un ingénieur, Robert Petitmermet naît à La Sagne, dans le canton de Neuchâtel, le 8 juin 1886. Il est originaire d'Yvorne, dans le canton de Vaud.
Il fait des études de droit à l'Université de Lausanne et à celle de Berlin, jusqu'à obtenir un doctorat. Il décroche son brevet d'avocat en 1913. Membre durant ses études de la Société de Belles-Lettres, il en devient président en 1907.
Il commence une carrière de magistrat dès 1913 comme substitut du procureur général du canton de Vaud (1913-1916), puis président de tribunal de district (1916-1930). Juge au Tribunal cantonal entre 1930 et 1934, il est élu au Tribunal fédéral cette année-là. Il préside le Tribunal fédéral entre 1955 et 1956. 
Il est membre du Parti radical-démocratique et le grade de colonel à l'armée. 
Il épouse Susanne Maget, fille d'un juge, en 1918. 

## Autres sources
- « Robert Petitmermet », sur la base de données des personnalités vaudoises sur la plateforme « Patrinum » de la Bibliothèque cantonale et universitaire de Lausanne.
- Notabilités vaudoises 1933, p. 71
- La Revue de Belles-Lettres, 1979, p. 8